# 川﨑春花
川﨑 春花（かわさき はるか、2003年5月1日 - ）は、日本の女性プロゴルファー。京都府京都市出身。村田製作所所属。マネジメントエージェントはクロス・ビー。

## 人物
名前の由来は父方の祖父が「春の花がいいんじゃないか」と言い残したことが由来とされている。

## 経歴
ゴルフは7歳の時から始め、立命館小学校から立命館中学校を経て大阪学院大学高等学校卒業。2014年に京都府小学生冬季ゴルフ大会で優勝。大阪学院大学高等学校時代は2020年度の関西高等学校ゴルフ選手権及び全国高等学校ゴルフ選手権春季大会にて、それぞれ個人戦で優勝。同高校3年在学時に「2021年度日本女子プロゴルフ協会プロテスト」を受験し、最終テスト競技で12位となり合格を果たす。プロ転向後にマツシマホールディングスとスポンサー契約を締結し、同社のスポンサードを受ける。
2022年度よりプロゴルファーとしてデビュー。当初は成績が上がらず苦労したが、8月のJLPGAステップアップツアーの「山陰ご縁むす美レディース」でプロ初優勝。その翌々週、関西地区予選会から勝ち上がる形で出場した「第55回日本女子プロゴルフ選手権大会」では最終日に首位と4打差の4位でスタートし、8番ホールでイーグルを決めて以後はバックナインの18ホールで6バーディーを奪うなど爆発的な猛チャージゴルフを展開、ツアー初優勝を大会史上最年少となる19歳133日で成し遂げた。同年10月の「NOBUTA GROUP マスターズGCレディース」では自身初となる最終日最終組にて河本結と終盤まで鍔迫り合いを演じ、13番ホールでのバーディーで単独首位に立ってそのまま最後まで逃げ切り2勝目を挙げた。なお、19歳175日でのツアー2勝は、当時、畑岡奈紗、宮里藍、笹生優花に続く史上4番目の年少記録であった。レギュラーシーズン終了後に開催される毎年恒例のJLPGA新人選手限定大会である「加賀電子カップ」でも優勝し、レギュラー（2勝）・ステップ（1勝）と併せてプロで年間4勝を挙げてシーズンを締め括った。
2022年10月24日、プロ入りしてから所属先のないフリーランス選手であったが、電子機器メーカーで京都府を本拠とする村田製作所と所属契約を締結し、2022年11月1日より同社所属選手として活動。
2023年は勝利がなく、シード落ちの危機に陥ったが、ギリギリ49位でシードを死守した。
2024年の初戦として台湾女子ツアーのメジャー大会である「フォックスコンTLPGAプレイヤーズ選手権」に出場し、最終日には2位に4打差をつけてスタートするもバックナインに入って崩れる場面があり苦戦しながらもなんとか逃げ切って海外ツアー初勝利を挙げた。7月のミネベアミツミ レディス 北海道新聞カップで2位と4打差の首位で最終日をスタートし69でまとめ通算18アンダーで1年9か月ぶりとなるJLPGAツアー3勝目を挙げた。更に続く大東建託・いい部屋ネットレディスでも4日間トーナメントのツアー記録を4打も更新する28アンダーで2試合連続優勝した。8月中旬の「CATレディースゴルフトーナメント」では自身初となる初日からの首位を3日間守り通す完全優勝を、大会コース記録に並ぶ通算13アンダーで成し遂げ、今季3勝目となるツアー通算5勝目を挙げた。21歳109日での通算5勝は歴代年少6位の記録である。

## 表彰
- JLPGAアウォード 2022年度新人賞[21]

## トーナメント優勝

### ツアー優勝

#### JLPGAツアー（5）
| 勝数         |
| メジャー (1) |
| ツアー (4)   |

| No. | Date              | Tournament                                   | スコア                 | 2位との差 | 2位（タイ）     |
| --- | ----------------- | -------------------------------------------- | ---------------------- | --------- | --------------- |
| 1   | 2022年9月8-11日   | 日本女子プロゴルフ選手権大会コニカミノルタ杯 | -16（69-69-70-64=272） | 3打差     | 山下美夢有      |
| 2   | 2022年10月20-23日 | NOBUTA GROUP マスターズGCレディース          | -15（70-68-66-69=273） | 1打差     | 河本結 佐藤心結 |
| 3   | 2024年7月4-7日    | ミネベアミツミ レディス 北海道新聞カップ     | -18（68-65-68-69=270） | 4打差     | 櫻井心那        |
| 4   | 2024年7月18-21日  | 大東建託・いい部屋ネットレディス             | -28（68-65-63-64=260） | 4打差     | 山下美夢有      |
| 5   | 2024年8月16-18日  | CATレディースゴルフトーナメント              | -13（68-65-70=203）    | 3打差     | 渡邉彩香        |

#### TLPGAツアー (1)
| No. | Date          | Tournament                                                                | スコア                | 2位との差 | 2位（タイ）     |
| --- | ------------- | ------------------------------------------------------------------------- | --------------------- | --------- | --------------- |
| 1   | 2024年2月25日 | 鴻海台灣女子職業高爾夫選手錦標賽（フォックスコンTLPGAプレイヤーズ選手権） | −2（72-69-68-77=286） | 1打差     | 侯羽桑 竹田麗央 |

## LPGA米メジャー出場
| 年度 | シェブロン選手権 | 全米女子オープン | 全米女子プロ選手権 | エビアン選手権 | 全英女子オープン |
| ---- | ---------------- | ---------------- | ------------------ | -------------- | ---------------- |
| 2023 | ー               | 64位タイ         | ー                 | ー             | 73位タイ         |
| 2024 | ー               | ー               | ー                 | ー             | 55位タイ         |